# Sciurus meridionalis
Sciurus meridionalis is een zoogdier uit de familie van de eekhoorns (Sciuridae). De wetenschappelijke naam van de soort werd voor het eerst geldig gepubliceerd door Lucifero in 1907. De soort werd in 2017 afgesplitst van de rode eekhoorn (Sciurus vulgaris).

## Voorkomen
De soort komt voor in het zuiden van Italië.